# Peterlesboum
Die 2 Peterlesboum waren ein Nürnberger Mundartduo, bestehend aus Willi Händel (* 3. April 1930 in Nürnberg; † 14. Juli 2022 ebenda) und Karl Vogt (* 18. Mai 1926 in Erlangen; † 9. September 1988 in Nürnberg).
1958 traten sie zum ersten Mal mit ihren selbstgeschriebenen fränkischen Texten zu bekannten Schlagermelodien auf, bei einer Veranstaltung der Faschingsgesellschaft Buchnesia. Willi Händel hatte bereits Bühnenerfahrung bei dem Nachkriegs-Ensemble Junge Bühne gesammelt, Karl Vogt sang als Tenor in dem Gesangsquartett Pegnitz-Finken.
Ihr erster Auftritt war so erfolgreich, dass die beiden schon bald sehr bekannt waren. Rundfunk- und Fernsehauftritte sorgten dafür, dass die Peterlesboum zu einer Art Aushängeschild des fränkischen Humors wurden. 1963 produzierten sie ihre erste Platte, unter anderem mit dem berühmten Lied Die Baa (nach dem Original Der Mond hält seine Wacht). Über einen Zeitraum von 25 Jahren brachten sie rund 300 Schlagerparodien heraus. Legendär waren auch ihre zahlreichen Auftritte beim Nürnberger Volksfest.
1988 schlug das Ende des Duos, als Karl Vogt überraschend starb. Willi Händel zog sich daraufhin weitestgehend ins Privatleben zurück. Sein Sohn Bernd Händel trat allerdings in seine Fußstapfen und ist heute als Stimmenimitator und Bühnenkomiker erfolgreich. Seit 1995 existiert auch die von Yogo Pausch geleitete Peterlesboum Revival Band, die regelmäßig in Franken auftritt. Bernd Händel tritt häufig auch gemeinsam mit der Revival Band auf.

## Peterlesboum 2.0

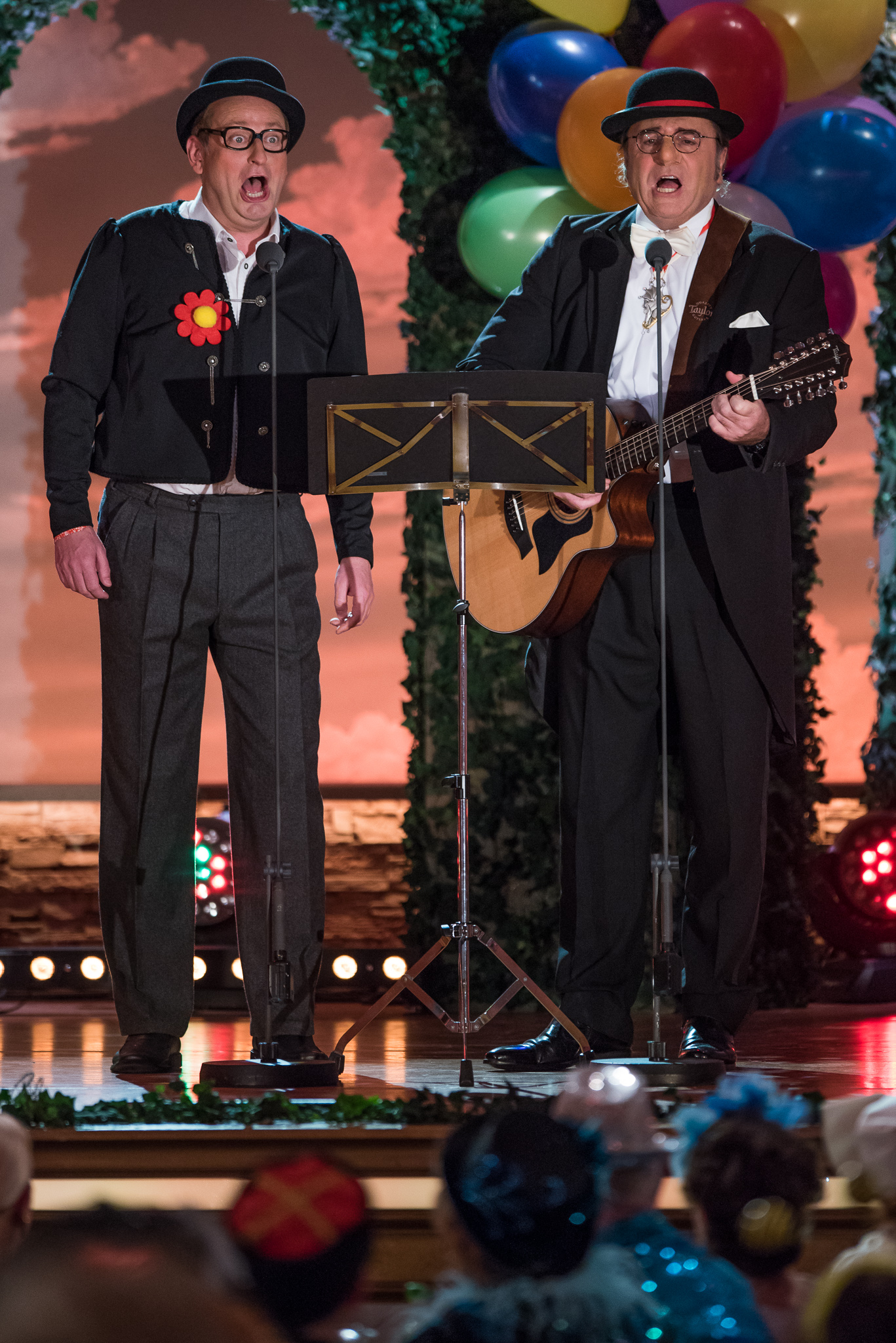
Peterlesboum 2.0 in Veitshöchheim 2018

Bei Fastnacht in Franken am 2. Februar 2018 traten Bernd Händel und Volker Heißmann als Peterlesboum 2.0 auf.